# Chris O'Neal
Chris O'Neal est un acteur américain né le 4 avril 1994 à Teaneck, dans le New Jersey.

## Filmographie

### Cinéma
- 2015 : Raven's Touch : Jack

### Télévision

#### Série Télévisée
- 2012 : How to Rock : Kevin Reed / Werewolf Kevin
- 2015 : Agent K.C. : River
- 2016 : Here We Go Again :
- 2017- 2020 : Greenhouse Academy : Daniel Hayward
- 2021 : Colin in Black & white : Dwayne

### Téléfilms
- 2013 : Arnaque à la carte : Ben Dupree